# Brilliant AG

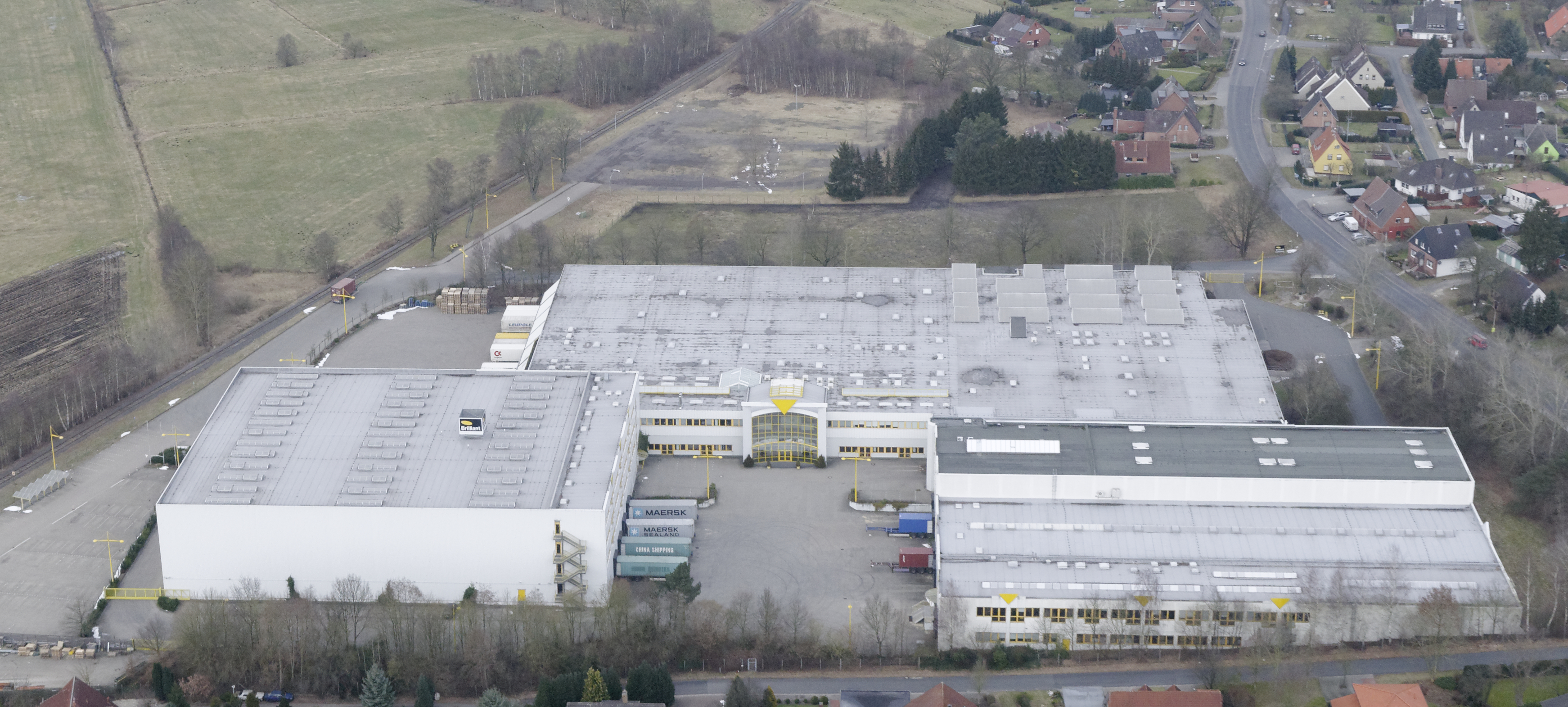
Werk der Brilliant AG in Gnarrenburg

Die Brilliant AG ist ein niedersächsischer Leuchten- und Leuchtmittelhersteller mit Stammsitz in Gnarrenburg, in Niedersachsen.

## Geschichte
Das Unternehmen wurde am 1. August 1951 als „Brillantglashütte oHG / Lippold & Tschammer“ in Gnarrenburg gegründet. Als Energiequelle für den Betrieb der Glashütte diente der anfallende Torf, der beim Abbau des benötigten Rohstoffes Quarz anfiel.
1976 bezog das Unternehmen das Fabrikgebäude am heutigen Standort in Karlshöfenerberg. Ende der 1970er wurde dann der Name „Brillantglashütte KG“ in „Brillantleuchten AG“ geändert. Mit Veränderungen in der Produktentwicklung begann eine Konzentration auf Spots bzw. Strahler.
1985 folgte der Börsengang der Aktiengesellschaft an den Handelsplätzen in Bremen und Frankfurt. 1991 wurde der Unternehmensname erneut geändert. Im Zuge der Internationalisierung wurde aus „Brillantleuchten AG“ die Brilliant AG. Zwischen 1994 und 1997 erfolgte der Ausbau des Standorts zum "Brilliant Industriepark". In der zweiten Hälfte der 1990er Jahre zählte die Brilliant AG rund 1.000 Mitarbeiter. Vom 3. August 1998 bis 15. August 2014 wurde die Aktie an der Frankfurter Wertpapierbörse zuerst General Standard des Regulierten Marktes, danach im Freiverkehrsegment Entry Standard gehandelt. Heute notieren sie im Freiverkehr der Börse Hamburg.
Im Jahr 2000 wurde die amerikanische „Sylvania Lighting International, Inc.“ (SLi Inc.) neuer Großaktionär. Mit dem Vertrieb von Halogen-, Normal- und Energiesparlampen sowie von Leuchtstoffröhren aus dem Programm der „SLi Inc.“ wurden neue Produkte in das Sortiment aufgenommen.
Die Brilliant AG verlegte einen Großteil der Fertigung ins Ausland. Am Standort verblieben nur die Bereiche Vertrieb, Verwaltung, Konstruktion bzw. Gestaltung sowie Logistik. Der Großteil der Leuchten wird nach wie vor von dem eigenen europäischen Designteam kreiert und durch ein internationales Trendscouting gestützt.
Seit dem 24. September 2004 ist die britische The National Lighting Company, Ltd. – mit aktuell 85,04 Prozent der Stimmenrechte – Großaktionär der Brilliant AG. Die neue Unternehmensgruppe, in der die Brilliant AG zugleich das größte Einzelunternehmen darstellt, vertreibt ein Vollsortiment von Wohnraumleuchten und Leuchten für den Außenbereich. Das Sortiment wurde in den letzten Jahren um Energiesparleuchten und Energiespar-Leuchtmittel erweitert.

## Produkte
- Leuchten für den Innen- und Außenbereich
- Leuchtmittel
- POS-Konzepte

Die Marken Brilliant und BreLight werden als Leuchten-Marken geführt. Die 2006 eingeführte Marke mialuce wird inzwischen nicht mehr unterstützt.

## Kennzahlen
| Geschäftsjahr | Umsatz in Tsd. Euro | Überschuss/Fehlbetrag in Tsd. Euro | Mitarbeiter (Jahresdurchschnitt des jew. Berichtsjahres) |
| ------------- | ------------------- | ---------------------------------- | -------------------------------------------------------- |
| 1999          | 97.610              | 3.580                              | 911                                                      |
| 2000          | 93.410              | 770                                | 773                                                      |
| 2001          | 76.310              | −3.510                             | 657                                                      |
| 2002          | 75.160              | −6.070                             | 465                                                      |
| 2003          | 61.430              | −4.680                             | 330                                                      |
| 2004          | 59.850              | −4.330                             | 322                                                      |
| 2005          | 60.943              | −2.374                             | 311                                                      |
| 2006          | 58.350              | 1.095                              | 291                                                      |
| 2007          | 63.415              | 3.767                              | 254                                                      |
| 2008          | 55.124              | 118                                | 260                                                      |
| 2009          | 55.624              | 139                                | 261                                                      |
| 2010          | 63.104              | 718                                | 266                                                      |
| 2011          | 65.166              | 575                                | 267                                                      |
| 2012          | 66.491              | 767                                | 261                                                      |

Stand: 31. Dezember 2012

## Konzernstruktur
Seit Ende 2004 ist die Brilliant AG Partner der NLC Gruppe (UK), die damit als Unternehmensverbund etwa dem zweitgrößten Leuchtenhersteller Europas entspricht. Die Organisation betreibt nach eigenen Angaben ein weltweites Netzwerk von Verkauf, Produktdesign und Entwicklung und arbeitet mit einem VDE-zertifizierten und einem TDAP (test data acceptance program)-anerkannten Testlabor für Qualitätssicherung und Produktsicherheit in Deutschland, England und Asien zusammen.